# Finale del campionato mondiale di calcio 1978
La finale del campionato del mondo di calcio 1978 fu disputata il 25 giugno 1978 allo Estadio Monumental di Buenos Aires tra l'Argentina padrona di casa e i Paesi Bassi che, nonostante la mancata partecipazione al torneo del loro miglior giocatore, Johan Cruijff, riuscirono a raggiungere l'atto conclusivo per la seconda volta consecutiva nella storia della manifestazione.
Dopo una partita drammatica e a tratti violenta, giocata in una situazione di forte tensione e con un ambiente favorevole ai padroni di casa, anche in questa occasione come nella finale del 1974, gli olandesi uscirono sconfitti, con gli argentini vincitori ai tempi supplementari per 3-1. Fu peraltro la prima volta nella storia che una partita di un mondiale disputato in Sudamerica terminava in parità dopo il 90': nelle precedenti edizioni di Uruguay 1930, Brasile 1950 e Cile 1962 nessun incontro si era mai protratto oltre i tempi regolamentari.

## Le squadre
| Squadra     | Finali disputate in precedenza (il grassetto indica la vittoria) |
| ----------- | ---------------------------------------------------------------- |
| Argentina   | 1 (1930)                                                         |
| Paesi Bassi | 1 (1974)                                                         |

## Cammino verso la finale
Note: In ogni risultato sottostante, il punteggio della finalista è menzionato per primo.
| Pos. | Squadra   | Pt | G | V | N | P | GF | GS | DR |
| ---- | --------- | -- | - | - | - | - | -- | -- | -- |
| 1.   | Italia    | 6  | 3 | 3 | 0 | 0 | 6  | 2  | +4 |
| 2.   | Argentina | 4  | 3 | 2 | 0 | 1 | 4  | 3  | +1 |
| 3.   | Francia   | 2  | 3 | 1 | 0 | 2 | 5  | 5  | 0  |
| 4.   | Ungheria  | 0  | 3 | 0 | 0 | 3 | 3  | 8  | -5 |

| Pos. | Squadra     | Pt | G | V | N | P | GF | GS | DR |
| ---- | ----------- | -- | - | - | - | - | -- | -- | -- |
| 1.   | Perù        | 5  | 3 | 2 | 1 | 0 | 7  | 2  | +5 |
| 2.   | Paesi Bassi | 3  | 3 | 1 | 1 | 1 | 5  | 3  | +2 |
| 3.   | Scozia      | 3  | 3 | 1 | 1 | 1 | 5  | 6  | -1 |
| 4.   | Iran        | 1  | 3 | 0 | 1 | 2 | 2  | 8  | -6 |

| Pos. | Squadra   | Pt | G | V | N | P | GF | GS | DR  |
| ---- | --------- | -- | - | - | - | - | -- | -- | --- |
| 1.   | Argentina | 5  | 3 | 2 | 1 | 0 | 8  | 0  | +8  |
| 2.   | Brasile   | 5  | 3 | 2 | 1 | 0 | 6  | 1  | +5  |
| 3.   | Polonia   | 2  | 3 | 1 | 0 | 2 | 2  | 5  | -3  |
| 4.   | Perù      | 0  | 3 | 0 | 0 | 3 | 0  | 10 | -10 |

| Pos. | Squadra        | Pt | G | V | N | P | GF | GS | DR |
| ---- | -------------- | -- | - | - | - | - | -- | -- | -- |
| 1.   | Paesi Bassi    | 5  | 3 | 2 | 1 | 0 | 9  | 4  | +5 |
| 2.   | Italia         | 3  | 3 | 1 | 1 | 1 | 2  | 2  | 0  |
| 3.   | Germania Ovest | 2  | 3 | 0 | 2 | 1 | 4  | 5  | -1 |
| 4.   | Austria        | 2  | 3 | 1 | 0 | 2 | 4  | 8  | -4 |

## Andamento della partita

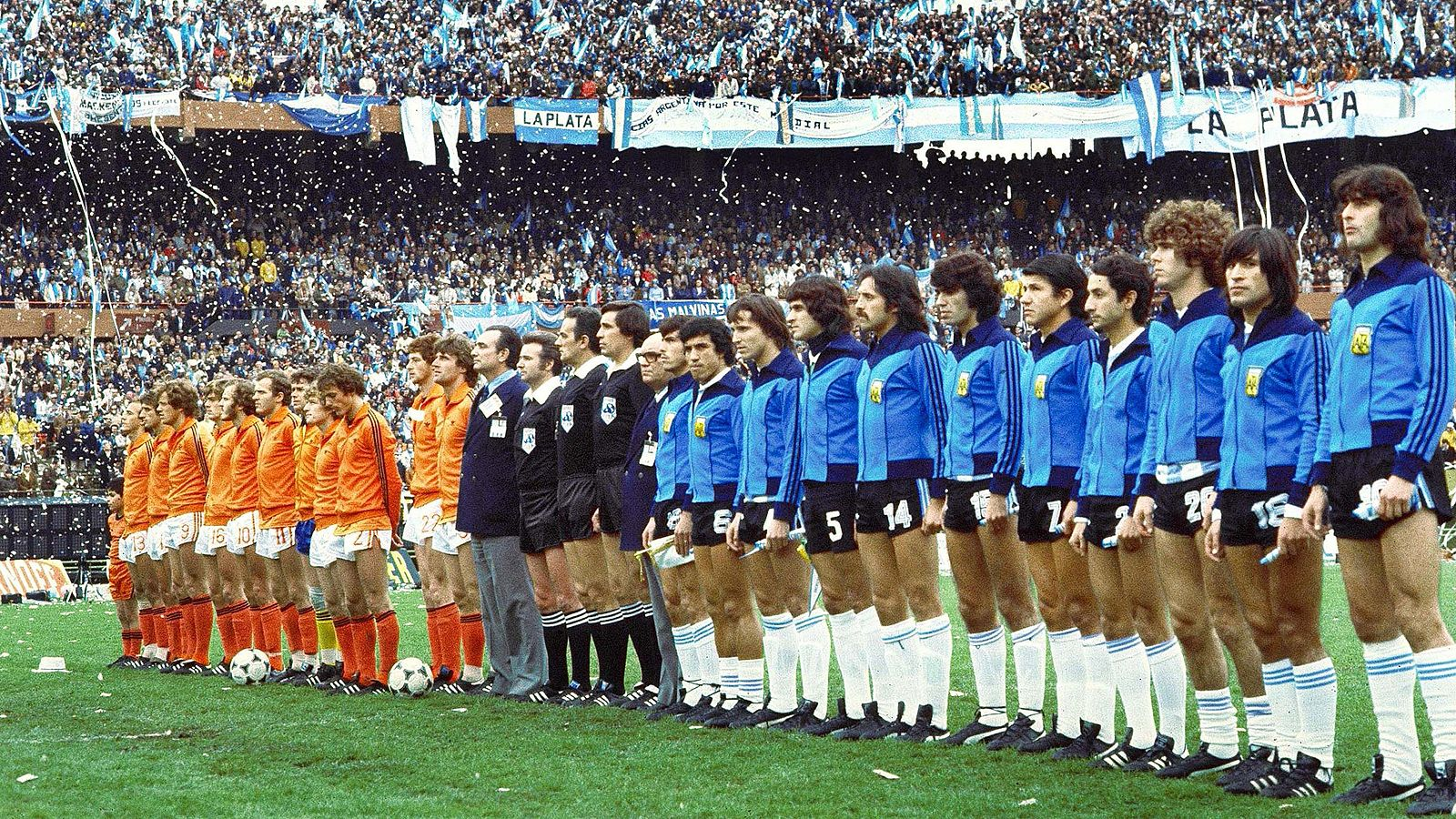
Le formazioni di e poco prima del fischio d'inizio.

L'andamento della finale provocò le vivaci proteste da parte dei calciatori olandesi che accusarono gli argentini di perdita di tempo e ostruzionismo. Prima dell'inizio della partita inoltre i giocatori argentini fecero crescere la tensione sollevando subito una polemica con l'arbitro italiano Sergio Gonella a causa della vistosa fasciatura al polso e alla mano del centrocampista olandese René van de Kerkhof, ritenuta pericolosa. Dopo lunghe discussioni e la sommaria riduzione della fasciatura, la partita poté avere inizio.
La gara, che si svolse alla presenza del dittatore argentino Jorge Videla e di altri membri della giunta militare al potere in Argentina dal 1976, fu caratterizzata dall'estremo agonismo, dal gioco frammentario e a tratti violento, dall'acceso tifo del pubblico argentino che prima della gara lanciò un gran numero di papelitos, i tradizionali coriandoli bianchi che cosparsero i bordi del campo e in parte anche l'area delle porte.
L'arbitraggio di Gonella venne ritenuto dalla critica sportiva largamente insufficiente nonché fortemente contestato dalla squadra olandese, che ritenne di essere stata penalizzata dall'atteggiamento permissivo della giacchetta nera nei confronti del gioco duro e delle provocazioni degli argentini; peraltro anche gli olandesi giocarono con grande decisione e ribatterono colpo su colpo anche dal punto di vista fisico, tuttavia ai supplementari, resisi necessari dopo l'1-1 dei tempi regolamentari, mostrarono grande nervosismo ed esasperazione per l'andamento sfavorevole della lunga partita.
La decisiva doppietta di Mario Kempes, eletto uomo-partita e capocannoniere del torneo, sancì l'affermazione dei padroni di casa, per la prima volta nella loro storia campioni del mondo. Al termine della partita, in segno di protesta, la Nazionale olandese rifiutò di partecipare alla cerimonia di premiazione.

### Primo tempo

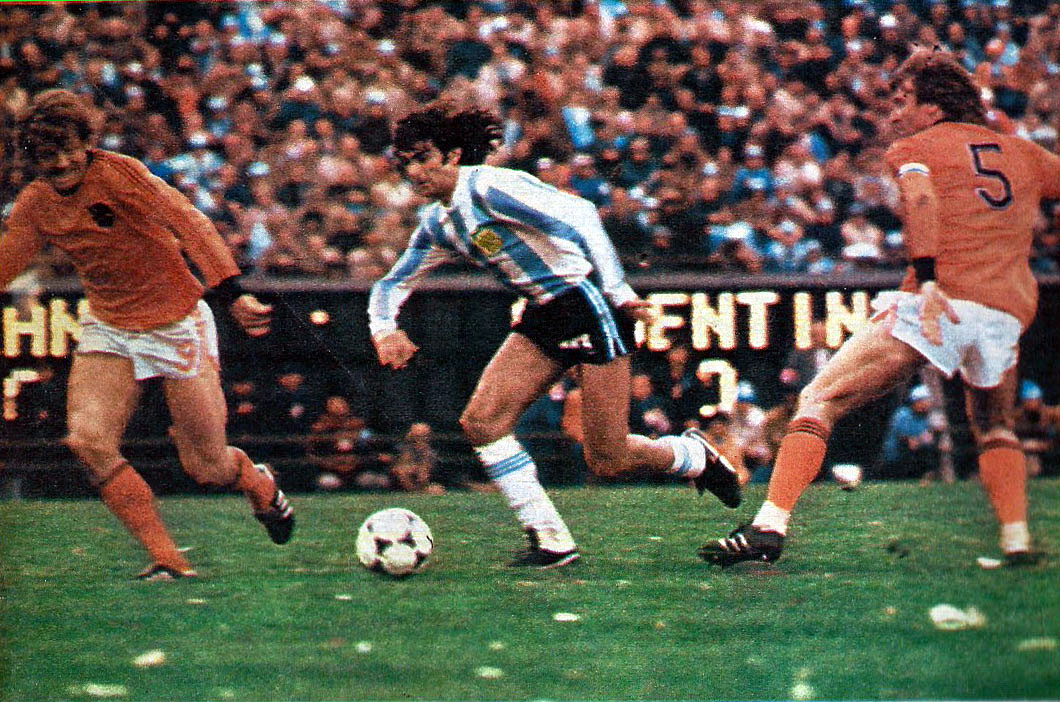
L'argentino Kempes, protagonista della finale, contrastato dagli olandesi Haan e Krol.

La finale iniziò subito con una serie di contrasti di gioco molto energici da parte dei giocatori delle due squadre e con l'aggressivo pressing olandese a tutto campo a cui reagirono con uguale agonismo gli argentini; due falli nei primi quattro minuti di Poortvliet su Bertoni e di Haan su Gallego contribuirono a far salire ulteriormente la tensione già alta visto che la partita ebbe inizio con alcuni minuti di ritardo per il problema sollevato dai calciatori argentini a causa della vistosa fasciatura al polso e alla mano destra portata da René van de Kerkhof da loro ritenuta pericolosa; dopo vivaci discussioni, l'insistenza del capitano argentino Passarella e le proteste olandesi per l'atteggiamento argentino, la fasciatura venne sommariamente modificata e l'arbitro italiano Sergio Gonella poté dare inizio alla partita. La squadra olandese fu la prima ad arrivare vicino al gol con un pericoloso colpo di testa di Johnny Rep al 5' che sfiorò il palo di sinistra della porta argentina. Al 15' venne ammonito Ruud Krol, al 37’ un’azione partita da Ardiles portò Luque a servire Kempes che segnò l'1-0; al 40' venne ammonito anche l'argentino Osvaldo Ardiles.

### Secondo tempo
Quando Nanninga pareggiò all’82’ la rete di Kempes, il gelo calò all'Estadio Monumental. Poi a tempo praticamente scaduto Rob Rensenbrink prese il palo.
Gli argentini fecero notare che la contestata azione Passarella-Neeskens nacque da un netto fallo di mano volontario sulla tre quarti orange, non fischiato e che lo stesso Neeskens diede una gomitata a Tarantini (che perse molto sangue dalla bocca) poco dopo.

### Tempi supplementari

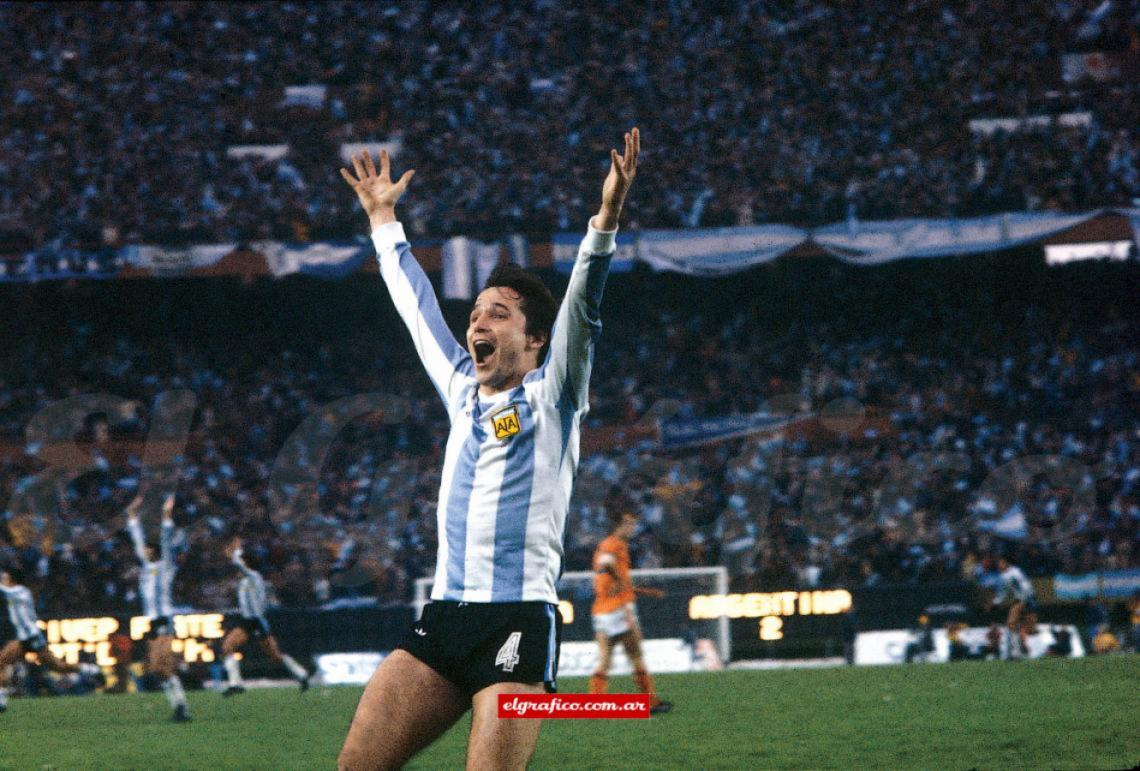
L'esultanza di Bertoni dopo aver segnato il gol del definitivo 3-1 nel secondo tempo supplementare

L’Argentina dominò per tutto il primo tempo supplementare; al minuto 105 Kempes entrò in area, tentò di scavalcare Jongbloed con un pallonetto, il portiere riuscì solo a toccare la palla; Kempes la riprese e segnò il 2-1. Nel secondo tempo cambiò poco e al minuto 115 Bertoni trafisse di nuovo il portiere orange: 3-1. Il risultato non cambierà più.
Gli olandesi accusarono l'arbitraggio di Gonella considerato permissivo e favorevole agli argentini, però risposero colpo su colpo, tant'è che gli argentini Tarantini (gomitata di Johan Neeskens) e Luque terminarono la partita con le magliette sporche di sangue. Ciò nonostante, come era consuetudine all'epoca (salvo casi eccezionali), non vennero comminate espulsioni, seppure la partita fu giocata in maniera violenta da entrambe le parti.

## Tabellino
| Arbitro: | Sergio Gonella |

|                               |           |              |
| Kempes 38’, 105’ Bertoni 115’ | Marcatori | 82’ Nanninga |

| Argentina | Paesi Bassi |

| Argentina (4-3-3)  |    |                   |     |     |
|                    |    |                   |     |     |
| P                  | 5  | Ubaldo Fillol     |     |     |
| D                  | 15 | Jorge Olguín      |     |     |
| D                  | 7  | Luis Galván       |     |     |
| D                  | 19 | Daniel Passarella |     |     |
| D                  | 20 | Alberto Tarantini |     |     |
| C                  | 2  | Osvaldo Ardiles   | 40’ | 66’ |
| C                  | 6  | Américo Gallego   |     |     |
| C                  | 10 | Mario Kempes      |     |     |
| A                  | 4  | Daniel Bertoni    |     |     |
| A                  | 16 | Oscar Ortiz       |     | 75’ |
| A                  | 14 | Leopoldo Luque    |     |     |
| Sostituzioni:      |    |                   |     |     |
| C                  | 1  | Norberto Alonso   |     |     |
| P                  | 3  | Héctor Baley      |     |     |
| C                  | 8  | Rubén Galván      |     |     |
| C                  | 9  | René Houseman     |     | 75’ |
| C                  | 12 | Omar Larrosa      | 93’ | 66’ |
| CT:                |    |                   |     |     |
| César Luis Menotti |    |                   |     |     |

| Paesi Bassi (4-3-3) |    |                      |     |     |
|                     |    |                      |     |     |
| P                   | 8  | Jan Jongbloed        |     |     |
| D                   | 5  | Ruud Krol            | 15’ |     |
| D                   | 6  | Wim Jansen           |     | 75’ |
| D                   | 22 | Ernie Brandts        |     |     |
| D                   | 2  | Jan Poortvliet       | 96’ |     |
| C                   | 13 | Johan Neeskens       |     |     |
| C                   | 9  | Arie Haan            |     |     |
| C                   | 11 | Willy van de Kerkhof |     |     |
| A                   | 10 | René van de Kerkhof  |     |     |
| A                   | 16 | Johnny Rep           |     | 58’ |
| A                   | 12 | Rob Rensenbrink      |     |     |
| Sostituzioni:       |    |                      |     |     |
| D                   | 4  | Adrie van Kraay      |     |     |
| D                   | 17 | Wim Rijsbergen       |     |     |
| C                   | 18 | Dick Nanninga        |     | 58’ |
| P                   | 19 | Pim Doesburg         |     |     |
| D                   | 20 | Wim Suurbier         | 94’ | 75’ |
| CT:                 |    |                      |     |     |
| Ernst Happel        |    |                      |     |     |

| Guardalinee: Ramón Barreto (Uruguay) Erich Linemayr (Austria) |